# Ngải tiên Philippin
Ngải tiên Philippin, tên khoa học Hedychium philippinense, là một loài thực vật có hoa trong họ Gừng. Loài này được K.Schum. mô tả khoa học đầu tiên năm 1904.